# GE Aerospace
GE Aerospace var ett amerikanskt tillverkningsföretag som verkade inom försvars- och rymdfartsindustrin. De utvecklade och tillverkade främst radar, rymdfarkoster, satelliter (både kommersiella och spionsatelliter), sonarer samt programvaror för USA:s flotta. Företaget utförde även facility management åt myndigheter inom den USA:s federala statsmakt samt att vara delaktig i planeringen av det mycket kritiserade och ej genomförda försvarsprojektet Strategic Defense Initiative.
De hade störst närvaro i delstaterna Massachusetts, New Jersey och New York samt i det federala distriktet Washington, D.C.
Det är ej känt när GE Aerospace blev ett dotterbolag till General Electric Company. 1993 blev man uppköpta av Martin Marietta Corporation för $3,05 miljarder.